# Real Club Náutico de Tarragona
El Real Club Náutico de Tarragona (Reial Club Nàutic Tarragona en idioma catalán) es un club náutico español con sede en Tarragona, Cataluña.
Su modalidad deportiva principal es el remo, y tiene secciones de vela, motonáutica, natación, pesca deportiva y pádel.
Cuenta con escuelas de vela y remo.
Ha ganado en 9 ocasiones (1929, 1930, 1934, 1935, 1944, 1945, 1946, 1947 y 1958) el Campeonato de España de ocho con timonel masculino, la prueba reina de los campeonatos de España.

## Historia
Se fundó en 1878 como Club Náutico de Tarragona por iniciativa de los socios fundadores Antoni Escofet Netto, su primer presidente, Pere Martí, J. Ferrer Mary, Joan Escandell, Albert Grau-Pille, Eugeni Josep Boada, Shirley Mac-Andrews, Josep Gruyer, Salvador Escofet y Enric Miret, que formaron su primera junta directiva.
El primer local social era a un edificio del barrio del  Serrallo, delante del cual, el año 1917, se empezó a construir otro edificio que una riada del Francolí destruyó el año 1930. 
Una vez reconstruido las bombas de la Guerra Civil Española vuelven a degradar el edificio, que no será reconstruido hasta el 1945.
El año 1958 e inicia un proyecto, la escuela de Marinería, impulsada y dirigida por Tomás Forteza y Segura (Tortosa, 1920 – Tarragona, 1980),
que extendió la afición a los deportes de mar entre los jóvenes tarraconenses.
El 5 de diciembre de 1991 acepta su presidencia de honor el rey Juan Carlos I, pasando a denominarse Real Club Náutico de Tarragona.
La construcción del nuevo puerto deportivo fuera del ámbito del Puerto Comercial y la colaboración de la Autoridad Portuaria de Tarragona contribuyeron a la expansión del RCNT durante las últimas décadas del siglo XX. La actual sede social del club fue inaugurada en 1997 por la S.M. el rey Juan Carlos I.
El año 2003 el Real Club Náutico de Tarragona celebró su 125 aniversario.

## Deportistas
Destaca su regatista Juan Llort Corbella, que fue noveno en la clase Soling, navegando con Ramón Balcells Rodón y su hijo Ramón Balcells Comas, en los Juegos Olímpicos de Múnich 1972.